# Chaos Computer Club Schweiz

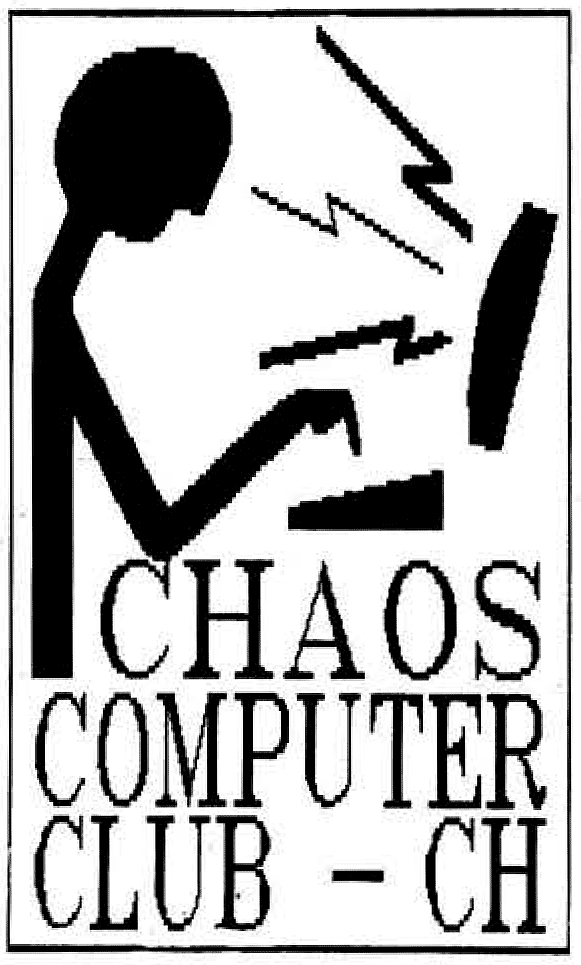
Logo des Chaos Computer Club Schweiz, CCC CH 1985

Logo des Chaos Computer Club Schweiz, CCC-CH 2012

Der CCC-CH war ursprünglich am 8. August 1985 als Verein gemäss Art. 60 ff. ZGB mit Sitz in Basel gegründet worden, doch wurden Anfang der 90er Jahre die Vereinsaktivitäten eingestellt. Am 15. Dezember 2012 wurde der Chaos Computer Club Schweiz als CCC-CH in Bern erneut gegründet.

## Chaos Computer Club Schweiz (1985)

### Zweck
Der Verein bezweckte die Förderung computerunterstützter Kommunikation im regionalen, nationalen und internationalen Raum. Damit sollten die neuen Kommunikationstechniken einem breiten Publikum bekannt und zugänglich gemacht werden mit der Zielsetzung, der weiteren Verkommerzialisierung des Medienwesens entgegenzutreten. Der CCC CH achtete auf die gesellschaftlichen Auswirkungen dieser Medien und wollte durch frühes Sammeln von Erfahrungen Tendenzen erkennen und kritisch beurteilen.

### Tätigkeit
Der CCC CH betrieb unter dem Namen C-Net eine Mailbox als Plattform für den Erfahrungsaustausch per Fernübertragung mit Telefon und Modem. Beim Start der Mailbox 1985 betrug die Geschwindigkeit 300 Baud mittels Dataphon S21 – 23D, sie wurde später mit einem PTT Modem auf 1200 Baud gesteigert. Die Mailbox wurde auf einem portablen Televideo Computer mit CP/M Betriebssystem betrieben.
Die Clubinfo BUE OE (Büchsenöffner) special wurde im August 1985 publiziert, die erste und einzige reguläre Ausgabe im Dezember 1985.

### Umfeld
Die Gründung des CCC CH fällt mit den politischen Bestrebungen zusammen, Basel zu einer "Medienstadt" zu machen. Insbesondere Markus Kutter trieb dieses Projekt voran, das auch regierungsrätliche Unterstützung genoss. Der CCC CH wurde zwar in den entsprechenden "Förderverein Neue Medien" aufgenommen, konnte aber keinen Einfluss gewinnen.

### Aktionen
- Für die Mitgliederwerbung wurde ein Benutzeraccount eines Basler Pharmaunternehmens gehackt und darin die Telefonnummer des Sysop publiziert.
- Unter dem Motto "Wer nichts weiss muss alles glauben" platzierte der CCC CH an der Swissdata[10] 1986 ein Panel mit unsinnigen Computerbegriffen wie "Nanomemory", "Triplesided" und "Humancompatible". Das Plakat wurde während der gesamten Ausstellungsdauer nicht als Parodie erkannt und stehen gelassen.[11]

## Chaos Computer Club Schweiz (2012)
Mit einem symbolischen Akt auf dem Bundesplatz in Bern gründeten rund 40 Delegierte verschiedener lokaler Chaostreffs der Schweiz den Dachverband «Chaos Computer Club Schweiz». Neben dem Chaos Computer Club Zürich und den Chaostreffs in Basel, Bern und St. Gallen gehörte auch der Hackerspace Freiburg zu den Gründungsmitgliedern des neuen Verbandes. Das Chaostreff Winterthur hatte bei der Gründung Beobachterstatus und ist inzwischen Mitglied geworden.
Der neue CCC Schweiz ist Teil der Digitalen Gesellschaft.

### Zweck
Ziel des Vereins ist die bessere Zusammenarbeit der verschiedenen lokalen Gruppen in der Schweiz. Als nationaler Dachverband kann der Verein in Vernehmlassungen und bei Pressemitteilung mit mehr Gewicht auftreten, um die Interessen seiner Mitglieder zu vertreten. Ein weiteres Ziel ist die technisch-wissenschaftliche Bildung.

### Tätigkeit
Der CCC Schweiz veranstaltet jährlich das CoSin, das Jahrestreffen der Hackerszene in der Schweiz.
Mit dem Schlachthaus-Theater in Bern sowie dem Teatr Polski in Bydgoszcz hat der CCC Schweiz über das Chaostreff Winterthur eine Kooperation. Aus dieser Kooperation ist das dreisprachige Theaterprojekt AGAINST entstanden, das in der Schweiz und in Polen gespielt wird.
Der CCC Schweiz führt verschiedene Projekte im Bereich Sicherheitstechnik durch. Beispielsweise analysierte das Chaostreff Winterthur die AusweisApp des bundesdeutschen nPA.

### Pressespiegel
- Basler Zeitung: Schweizer Hacker formieren sich[19]
- Facts Newsnetzwerk: Chaos Computer Club Schweiz gegründet[20]
- Computer Base: Schweizer Hacker nun mit Dachverband, Schweizer Chaos Computer Club gegründet[21]
- heise online: Schweizer Chaos Computer Club gegründet[22]
- Gizmodo: Schweizer Internet-Freaks gründen eigenen Ableger des CCC[23]
- Golem: Wir sind die Guten:Chaos Computer Club Schweiz gegründet[24]
- Gulli: Chaos Computer Club Schweiz offiziell gegründet[25]
- SonntagsZeitung: Mit Cryptopartys den Wahn unterlaufen[26] Abgerufen am 7. November 2013